# 斯洛比德卡-古梅涅齊卡
48°43′56″N 26°35′48″E / 48.73222°N 26.59667°E
斯洛比德卡-古梅涅齊卡（烏克蘭語：Слобідка-Гуменецька），是烏克蘭的村落，位於該國西部赫梅利尼茨基州，由卡緬涅茨-波多利斯基區負責管轄，始建於1851年，面積0.79平方公里，2001年人口825，人口密度每平方公里1,047人。